# Горшков, Николай Васильевич
Николай Васильевич Горшков (17 декабря 1927 — 28 декабря 1995) — передовик советской радиопромышленности, советский государственный и хозяйственный деятель, заместитель Министра радиопромышленности СССР, Герой Социалистического Труда (1983).

## Биография
Родился Николай Васильевич 17 декабря 1927 года в деревне Григорово Бронницкого уезда Московской губернии в крестьянской семье. Работать начал рано, в годы Великой Отечественной войны, в возрасте пятнадцати лет, в 1942 году устроился трактористом Гжельской машинно-тракторной станции в Московской области где проработал до 1944 года.
С 1944 по 1948 годы проходил обучение в Московском авиационном техникуме имени Н. Н. Годовикова. В 1948 году стал работать на заводе № 569 — Загорском электромеханическом заводе «Звезда» в городе Загорск (ныне — Сергиев Посад): трудился в должности конструктора, старшего инженера-конструктора (1948—1952). В 1952 году был назначен заместителем начальника цеха, а в 1954 году начальником цеха. С 1957 года трудился в должности старшего инженера ОКБ, а с 1958 по 1964 годы работал главным диспетчером — начальником производства. В 1964 году был утверждён в должности заместителя главного инженера завода. С 1952 года член КПСС. В 1963 году без отрыва от производства завершил обучение во Всесоюзном заочном машиностроительном институте. Ученик В. С. Семенихина. С 1965 по 1967 годы работал в должности заместителя начальника 8-го Главного управления, а в 1967—1968 годах — главный инженер 8-го Главного управления. В 1968 году был назначен на должность начальник 8-го Главного управления Министерства радиопромышленности СССР.
С 1974 по 1986 годы трудился в должности заместителя Министра радиопромышленности СССР. Первоначально скептически отнесся к идее разработки персональных компьютеров в СССР, что затормозило их массовый выпуск и внедрение
Ребята, хватит заниматься ерундой. Персонального компьютера не может быть. Могут быть персональный автомобиль, персональная пенсия, персональная дача. Вы вообще знаете, что такое ЭВМ? ЭВМ — это 100 квадратных метров площади, 25 человек обслуживающего персонала и 30 литров спирта ежемесячно!
Указом Президиума Верховного Совета СССР от 12 апреля 1983 года (закрытым) Николаю Васильевичу Горшкову присвоено звание Героя Социалистического Труда с вручением ордена Ленина и золотой медали «Серп и Молот».
17 апреля 1986 назначен на должность председателя Государственного комитета СССР по вычислительной технике и информатике. Работал на этом направлении до 7 июня 1989 года, когда вышел на заслуженный отдых. Являлся персональным пенсионером союзного значения.
Проживал в городе Москве. Умер 28 декабря 1995 года. Похоронен на Востряковском кладбище.

## Награды
- Герой Социалистического Труда (12.04.1983)
- Два ордена Ленина (06.11.1970, 12.04.1983)
- Орден Октябрьской Революции (29.03.1976)
- два ордена Трудового Красного Знамени (29.07.1966; 16.12.1987)
- Орден «Знак Почёта» (06.03.1962)
- Дважды лауреат Государственной премии СССР (1972, 1980)